# Ellisella paraplexauroides
Ellisella paraplexauroides is een zachte koraalsoort uit de familie Ellisellidae. De koraalsoort komt uit het geslacht Ellisella. Ellisella paraplexauroides werd in 1936 voor het eerst wetenschappelijk beschreven door Stiasny. 